# Атал Бігарі Ваджпаї
Атал Бігарі Ваджпаї (гінді अटल बिहारी वाजपेयी; [əʈəl bɪɦa ː ri ʋa ː dʒpe ːji]; нар. 25 грудня 1924 — пом. 16 серпня 2018) — індійський державний та політичний діяч, 11-й і 14-й прем'єр-міністр Індії у 1996 і переобраний на 1998-2004.

## Біографія
Народився 25 грудня 1924 у Гваліорі (у ті роки — столиця однойменного князівства, нині — у штаті Мадг'я-Прадеш). Виходець з касти брагманів.
Один з найвизначніших індійських політиків кінця XX століття.
У 1968-1973 президент організації Раштрія сваямсевак санґх. Вперше обраний до парламенту Індії у 1957.
Міністр закордонних справ у березні 1977 — липні 1979.
У 1980–1984, 1993–1996 — лідер парламентської фракції Бхаратія джаната парті (БДП).
Лідер опозиції у Лок Сабха 11-о скликання.
1996-о після перемоги БДП став прем'єр-міністром, переобрано 1998 року.
13 жовтня 1999о разом з НДА утворив парламентську більшість.
Проводив ринкові реформи, політику з подолання бідності та зростання ВВП (він був при ньому у межах 7-8 %) і намагався провести мирні переговори з Пакистаном після загострення ситуації наприкінці 1990-х років.
Під час прем'єрства Ваджпаі Індія провела перші ядерні випробування на полігоні у штаті Раджастхан.